# Superteam della National Basketball Association
Nella NBA, un superteam è una squadra considerata significativamente più talentuosa rispetto alle altre squadre del campionato. Non esiste una distinzione ufficiale, ma è generalmente vista come una squadra che ha almeno 3 giocatori di calibro Hall of Fame, All-Star e/o All-NBA che uniscono le forze per perseguire un campionato NBA .

## Superteam famosi

### 1968–1973: Los Angeles Lakers
Il primo esempio di superteam ante litteram risale al 1968, quando, durante la offseason, la superstar Wilt Chamberlain si unì ai Los Angeles Lakers di Jerry West ed Elgin Baylor. Il trio raggiunse le Finali NBA in due occasioni distinte, perdendo in entrambi i casi in gara sette: contro i Boston Celtics nel 1969 e contro i New York Knicks nel 1970. I Lakers vinsero il campionato nel 1972, anno in cui conclusero la stagione regolare con un record di 69 vittorie e 13 sconfitte, al tempo il migliore di sempre. Sebbene Baylor si fosse ritirato nella prima parte di quella stagione a causa di infortuni vari, ricevette comunque l'anello dei vincitori. Nonostante l'assenza di Baylor, i Lakers potevano contare su un roster ricco di stelle, tra cui la guardia Gail Goodrich, riacquisito dai losangelini nel 1970 dopo una parentesi ai Phoenix Suns. Durante la permanenza ai Lakers, Goodrich disputò quattro volte l'All-Star Game. Nel 1973 Wilt Chamberlain annunciò il ritiro, ponendo fine a quello che può essere considerato il primo superteam della storia dell'NBA. Jerry West, invece, si ritirò nel 1974 e Goodrich lasciò i Lakers nel 1976.

### 1979–1989: Los Angeles Lakers
Entro la fine degli anni '70, i Lakers avrebbero creato un nuovo superteam. Tutto ebbe inizio con la trade che, nell'estate del 1975, portò a Los Angeles il campione Kareem Abdul-Jabbar. Poi, durante la free agency del 1977, i Lakers acquisirono Jamaal Wilkes dai Golden State Warriors (con cui aveva vinto un campionato e disputato un All-Star Game). Tuttavia, fu nel 1979 che i Lakers assunsero il volto di un superteam a tutti gli effetti. In quell'anno, la franchigia venne acquistata dallo storico imprenditore Jerry Buss, Earvin "Magic" Johnson venne selezionato con la prima scelta assoluta al draft (acquisita via trade dai New Orleans Jazz) e l'ex MVP della ABA Spencer Haywood approdò a LA nello scambio con i neonati Utah Jazz, che in cambio ricevettero Adrian Dantley. Nonostante furono costretti a sostituire l'allenatore Jack McKinney con Paul Westhead dopo appena 13 partite di stagione regolare, i Lakers ebbero un successo immediato. Oltre alla vittoria delle Finali NBA del 1980 contro i Philadelphia 76ers (in cui il rookie Magic Johnson si aggiudicò il trofeo di MVP delle Finali), i Lakers raggiunsero una popolarità che, durante tutto il decennio, sfociò in un vero e proprio fenomeno sportivo. La cavalcata del 1979-80 è al centro della prima stagione della serie "Winning Time: The Rise of the Lakers Dynasty", prodotta da HBO.
Dopo quella stagione, Haywood fu espulso dalla squadra a causa della sua tossicodipendenza, Johnson ebbe diversi problemi al ginocchio sinistro e, nei playoff del 1981, i Lakers furono eliminati al primo turno contro gli Houston Rockets, futuri campioni della Western Conference. Tuttavia, i Lakers si ripresero non solo licenziando l'allenatore Paul Westhead e sostituendolo con l'ex giocatore dei Lakers Pat Riley (che resterà il capo allenatore della squadra per il resto degli anni '80), ma anche acquisendo l'ex All-Star e MVP Bob McAdoo dai New Jersey Nets in uno scambio avvenuto alla Vigilia di Natale del 1981. Ciò portò i Lakers a vincere il loro secondo campionato NBA durante l'era dello Showtime, nel 1982. Nell'estate dello stesso anno, la rosa venne ulteriormente arricchita dall'arrivo di James Worthy, scelto dai Lakers alla numero 1 del draft NBA del 1982 grazie a un precedente scambio con i Cleveland Cavaliers. Con Worthy nel loro roster, i Lakers riuscirono ad arrivare alle finali NBA in ogni stagione (vincendo un altro campionato nel 1985) prima di perdere le finali della Western Conference contro gli Houston Rockets nel 1986, dopo che sia Jamaal Wilkes sia Bob McAdoo lasciarono la squadra nel 1985. Nonostante queste due partenze, i Lakers riuscirono a tornare alle Finali NBA nelle tre stagioni successive, vincendole di nuovo nel 1987 e nel 1988 e consolidando così il loro status di migliore squadra NBA degli anni '80. Il tramonto del superteam losangelino fu sancito dal ritiro di Kareem Abdul-Jabbar nel 1989, annunciato dopo aver perso le Finali NBA contro i Detroit Pistons dell'era "Bad Boys". Sebbene privi del loro storico capitano, i Lakers provarono a portare avanti l'era dello Showtime anche nei primi anni '90, in cui collezionarono un'apparizione alle Finals nel 1991 sotto la guida del nuovo allenatore Mike Dunleavy Sr. Tuttavia, non riuscirono più a ricreare la magia degli anni '80, soprattutto dopo che Magic Johnson si ritirò dallo sport durante la preseason del 1991 in seguito alla positività all'HIV . L'ultimo giocatore chiave superstite dell'era dello Showtime, James Worthy, si ritirò nel 1994, quando Magic Johnson si cimentò brevemente come capo allenatore prima di ritirarsi definitivamente nel 1996 dopo un breve ritorno come giocatore.

### 1980–1993: Boston Celtics
Come i Lakers prima di loro, i Celtics iniziarono a fare i primi passi per creare il proprio superteam negli anni '80. All'inizio, però, attorno alla formazione della squadra sorse qualche controversia. Dopo il draft NBA del 1978 (quando Boston scelse Larry Bird), il neo proprietario dei Celtics John Y. Brown Jr. fece uno scambio con i San Diego Clippers senza il permesso di Red Auerbach (suo socio di lunga data e, all'epoca, general manager dei Celtics), che portò Boston ad acquisire il playmaker All-Star Nate "Tiny" Archibald, Billy Knight e Marvin Barnes in cambio di Freeman Williams. Il 12 febbraio 1979, i Celtics fecero un altro scambio sotto il nome di Brown senza l'approvazione di Auerbach, che li portò a prendere l'allora giocatore dei New York Knicks Bob McAdoo in cambio di tre scelte al primo turno del draft del 1979. Alla fine della stagione 1978-79, Auerbach minacciò di lasciare i Celtics per i New York Knicks, prima che John Y. Brown Jr. cedesse le sue quote a Harry T. Mangurian Jr. In tutto ciò, i Celtics potevano contare solo su 6 giocatori rimasti dalla stagione precedente dopo che lo storico capitano John Havliceck si era ritirato. Nonostante i conflitti interni all'organizzazione, i Celtics si rafforzarono nella stagione successiva grazie a Bill Fitch come capo allenatore, Larry Bird che finalmente sbarcò nella NBA e la leggenda "Pistol" Pete Maravich che giocò parte della sua ultima stagione proprio a Boston. I miglioramenti si videro subito: dopo una stagione da 29 vinte e 53 perse, i Celtics fecero registrare un record di 61–21 e conquistarono il titolo dell'Atlantic Division nel 1980.
Nonostante i miglioramenti, i Celtics non erano considerati un superteam, almeno non prima del draft del 1980. Quando il draft iniziò, i Celtics scambiarono le loro scelte n. 1 e n. 13 (entrambe recepite dopo aver scambiato Bob McAdoo con i Detroit Pistons per M.L. Carr nel 1979) con i Golden State Warriors per acquisire il centro Robert Parish e la terza scelta del draft, che si rivelò Kevin McHale. Parish e McHale diventarono subito i giocatori chiave di quello che alcuni analisti considerano uno dei migliori frontcourt della storia NBA. Con un nuovo nucleo formato al momento giusto, Boston riuscì a fare meglio rispetto alla stagione precedente, vincendo le finali NBA del 1981 contro gli Houston Rockets guidati da Moses Malone e Mike Dunleavy (con Cedric Maxwell premiato MVP delle Finali). Tuttavia, dopo aver perso contro i Philadelphia 76ers l'anno dopo e non essere riusciti a raggiungere neanche le finali di conference nel 1983 (cosa che portò a un cambio sulla panchina, con Fitch sostituito dall'ex Celtic KC Jones), i Celtics fecero una trade con i Phoenix Suns che portò l'All-Star ed ex MVP delle Finali Dennis Johnson, una scelta al primo giro nel 1983 e una scelta al terzo giro nel 1983 a Boston e il centro Rick Robey e due scelte al secondo giro nel 1983 a Phoenix. Questa mossa di mercato permise a Boston di rafforzare il proprio nucleo e vincere le Finali NBA del 1984 4–3 contro i loro rivali di lunga data, i Lakers. La stagione successiva, che vide Red Auerbach assumere la carica di presidente, si concluse con una sconfitta in finale contro gli stessi Lakers. I Celtics si ripresero nel 1986, quando batterono in finale gli Houston Rockets guidati dalla coppia di lunghi composta da Hakeem Olajuwon e Ralph Sampson.
I Celtics riuscirono a tornare alle Finali NBA ancora una volta nel 1987, perdendo, però, contro i soliti Lakers dello Showtime, che vinsero 4–2. Dopo quella sconfitta, il quartetto Bird, McHale, Parish e Johnson non fu più in grado di portare Boston in finale: le due stagioni successive si conclusero con due sconfitte ai playoff, una contro i Detroit Pistons dell'era dei "Bad Boys" e l'altra contro i New York Knicks di Patrick Ewing. Il primo a ritirarsi fu Dennis Johnson nel 1990, seguito da Larry Bird nel 1992, anno in cui partecipò alle Olimpiadi estive con il mitico Dream Team. L'era del superteam di Boston finì definitivamente nel 1993, quando McHale annunciò il ritiro in seguito alla sconfitta al primo turno contro gli Charlotte Hornets. Robert Parish, invece, rimase ai Celtics per un'altra stagione prima di firmare un contratto con gli stessi Hornets nel 1994, all'età di 41 anni.

### 1982–1986: Filadelfia 76ers
Come per i Lakers e i Celtics, il superteam dei 76ers degli anni '80 fu il risultato di mosse fatte alla fine degli anni '70. Pochi mesi dopo la fusione NBA-ABA nel 1976, i 76ers acquistarono Julius Erving dai New York Nets, che si trovavano in una difficile situazione economica dovendo pagare in poco tempo 8 milioni di dollari tra NBA e Knicks, per la cifra record di 3 milioni di dollari. Poi, nel 1978, imbastirono una trade con i Denver Nuggets per acquisire Bobby Jones e Ralph Simpson in cambio di George McGinnis e draftarono il playmaker Maurice Cheeks. Nel 1980, i 76ers scelsero Andrew Toney, ponendo le basi di un roster che li portò fino alle Finali NBA del 1980 e del 1982. Tuttavia, il vero superteam non si concretizzò fino al 15 settembre 1982, quando il restricted free agent Moses Malone fu ingaggiato tramite sign-and-trade con gli Houston Rockets, che in cambio ricevettero Caldwell Jones e una scelta del primo round del draft del 1983. Nella stagione 1982-83 i 76ers registrarono un record di 65–17, arrivarono alle finali NBA e travolsero i Los Angeles Lakers campioni in carica. La stagione successiva non fu altrettanto ricca di successi, con la squadra che finì con un record di 52–30 e fu sconfitta al primo turno dai New Jersey Nets. Nel Draft NBA del 1984, i 76ers scelsero Charles Barkley con la quinta scelta assoluta. Con l'aggiunta di Barkley, i 76ers migliorarono fino a raggiungere un record di 58–24; la loro cavalcata ai playoff, però, si fermò in Finale di Conference, dove vennero eliminati in 5 partite dai Boston Celtics campioni in carica. Nella stagione 1985-86, i 76ers finirono con un record di 54–28 e furono eliminati nelle Semifinali di Conference dai Milwaukee Bucks. Durante l'offseason del 1986, Bobby Jones annunciò il ritiro e i 76ers spedirono Moses Malone, Terry Catledge, una scelta al primo giro del draft del 1986 e una scelta al primo giro del draft del 1988 ai Washington Bullets, ricevendo da questi Cliff Robinson e Jeff Ruland. Questo scambio pose fine all'era del superteam dei Philadelphia 76ers, in cui vinsero un solo campionato, nel 1983. Nel 1987 si ritirò anche Julius Erving.

### 1995–1998: Chicago Bulls
Prima di ingaggiare Dennis Rodman, I Chicago Bulls avevano già vinto tre campionati consecutivi dal 1991 al 1993, con Micheal Jordan e Scottie Pippen (entrambi aggiunti via draft) a guidare la squadra e Phil Jackson in qualità di capo allenatore. Dopo le finali del 1993, però, Jordan annunciò il ritiro per tentare una carriera nel baseball, lasciando a Pippen le chiavi della squadra durante tutta la stagione '93-'94 e gran parte della seguente. Nel mentre arrivò ai Bulls la star del basket europeo Toni Kukoč, che assunse il ruolo di secondo violino. Tuttavia, sul finire della stagione '94-'95 Jordan tornò a vestire la casacca dei Bulls, trascinando la squadra fino alla semifinale di conference, persa contro gli Orlando Magic. Nell'estate del 1995 la dirigenza di Chicago decise di puntare sull'eccentrico campione e All-Star Dennis Rodman, che arrivò in città via trade dai San Antonio Spurs. Fu anche grazie alla difesa dura e alla grande abilità nel rimbalzo che Rodman apportava che i Bulls disputarono una stagione regolare leggendaria, conclusa con un record di 72 vinte e sole 10 perse (all'epoca il migliore di sempre). Il loro dominio continuò anche ai playoff, dove registrarono un record di 15 vinte e 3 perse (una in semifinale di conference contro i New York Knicks e due in finale NBA contro i Seattle Supersonics). I Bulls della stagione '95-'96 vengono unanimemente considerati come una delle più grandi squadre di ogni epoca.
Anche se non toccarono più quel livello, i Bulls riuscirono comunque ad aggiudicarsi il campionato anche nelle due stagioni successive. Nella stagione '96-'97 registrarono un record di 69–13 in regular season e di 15–4 nei playoff, conclusi con la quinta vittoria del campionato nella storia della franchigia. Durante le Finals contro gli Utah Jazz, degno di nota fu il "Flu Game" di Jordan, storica partita in cui il 23 trascinò i Bulls alla decisiva vittoria in Gara 5 nonostante un'intossicazione alimentare. La loro ultima stagione insieme ('97-'98) rappresentò un finale amaro, dato che i vertici dei Bulls decisero già all'inizio di voler smembrare il roster una volta conclusa la stagione. Su quell'ultima cavalcata è incentrato lo speciale televisivo del 2020 The Last Dance, che mostra tutti i retroscena della stagione. Nonostante le prime difficoltà, i Bulls riuscirono comunque a finire la regular season con un record di 62-20, sconfiggendo agevolmente ai playoff i New Jersey Nets e gli Charlotte Hornets nei primi due turni prima di sudarsi l'accesso alle finali NBA con gli Indiana Pacers, battuti solo in gara 7. Le Finals del 1998, che furono un rematch di quelle dell'anno prima, videro trionfare ancora una volta i Chicgo Bulls, che si sbarazzarono dei Jazz in 6 partite. Memorabile l'ultimo tiro di Michael Jordan, considerato uno dei momenti più iconici della storia del basket. Con la vittoria del secondo three-peat si concluse la dinastia dei Bulls: Phil Jackson fu licenziato, Michael Jordan annunciò quello che all'epoca era considerato il suo ritiro definitivo e molti giocatori chiave (inclusi Pippen e Rodman) cambiarono squadra.

### 2007–2012: Boston Celtics
Dopo una stagione 2006-2007 poco brillante, terminata con un record di 24-58, i Celtics si mossero sul mercato per cercare di tornare a essere una delle migliori squadre della lega. Durante l'estate del 2007, il general manager Danny Ainge mise a segno ben due colpi di mercato. Il primo portò a Boston la stella Ray Allen dai Supersonics, che in cambio ricevettero la scelta n. 5 al draft di quell'anno Jeff Green, Wally Szczerbiak e Delonte West (in quella trade i Celtics ottennero anche una scelta al secondo giro, utilizzata per selezionare Glen Davis da LSU). La seconda grande trade, invece, coinvolse un pacchetto composto da Ryan Gomes, Gerald Green, Al Jefferson, Theo Ratliff, Sebastian Telfair e una scelta al primo turno (spediti dai Celtics ai Minnesota Timberwolves), in cambio di cui approdò a Boston la superstar Kevin Garnett. Fu così che, con Paul Pierce, Ray Allen e Kevin Garnett, vennero a crearsi i nuovi "Big Three". Grazie al trio, i Celtics registrarono un record di 66-16 in stagione regolare (migliorando drasticamente quello dell'anno prima) e finirono per vincere le Finals NBA del 2008 contro i Lakers. Due anni più tardi, nel 2010, conquistarono un'altra finale (con Rajon Rondo affermatosi come quarta stella della squadra), ma dovettero cedere in 7 partite nella rivincita con i losangelini. Nel 2012 Ray Allen firmò con i Miami Heat e l'anno dopo Pierce e Garnett furono scambiati ai Brooklyn Nets.

### 2010-2014: Miami Heat
Nell'estate del 2010, Lebron James divenne free agent e poté quindi scegliere la sua futura squadra in totale libertà. Il talento dei Cleveland Cavaliers usciva da una delle sue migliori stagioni a livello statistico, fino a quel momento aveva disputato 6 All-Star Game ed era fresco di due titoli di MVP della regular season. Attorno alla scelta di Lebron si creò un fervore mediatico senza precedenti, specialmente dopo la sua scelta di voler annunciare la nuova destinazione in diretta televisiva su ESPN. Durante lo speciale The Decision, infatti, James rese pubblica la firma con i Miami Heat dell'amico Dwyane Wade, entrato in NBA nel suo stesso anno.
Dal canto suo, Wade si era affermato come superstar a Miami, dove aveva vinto le finali del 2006 venendo premiato come MVP. Negli anni pre Lebron, inoltre, aveva raccolto una serie di riconoscimenti individuali, tra cui 6 apparizioni all'All-Star Game, 5 selezioni All-NBA, un titolo di miglior marcatore nel 2009 e uno di MVP dell'All-Star Game nel 2010. La terza stella che si unì agli Heat (sempre nell'estate del 2010) fu Chris Bosh, che allora era un 5 volte All-Star e leader statistico della storia dei Toronto Raptors in punti, rimbalzi, stoppate e minuti giocati.
Gli Heat disputarono 4 finali NBA consecutive, dal 2011 al 2014. Dopo aver perso quelle del 2011 contro i Dallas Mavericks, ne vinsero due di fila rispettivamente contro gli Oklahoma City Thunder e i San Antonio Spurs. Nel 2013, anche Ray Allen si dimostrò decisivo: il suo tiro da tre in Gara 6 fu il momento in cui la serie prese una svolta in favore di Miami, che poi trionfò in gara 7. Quella stagione, peraltro, è ricordata anche per le 27 vittorie consecutive degli "Heatles" (inanellate nel periodo dal 3 febbraio al 25 marzo 2013), che registrarono così la seconda striscia di vittorie più lunga di ogni epoca.
Nelle finali del 2014, gli Heat persero contro gli Spurs in 5 partite. La stessa estate, LeBron James ridiventò free agent e scelse di tornare nella squadra del suo stato natio, i Cleveland Cavaliers, ponendo così fine alla corsa dei Big Three di Miami.
Nonostante, negli anni a seguire, diversi giocatori avrebbero portato avanti la tendenza di unirsi ad altre superstar per lottare per il titolo, fu ancora Lebron che formò il nuovo grande trio, questa volta a Cleveland con Kyrie Irving e Kevin Love.

### 2014-2017: Cleveland Cavaliers
Dopo una difficile stagione post LeBron (2010-2011), i Cavaliers ebbero la fortuna di acquisire quella che si sarebbe rivelata la scelta n. 1 al draft NBA 2011 dai Los Angeles Clippers. Sebbene i Cavs fossero già in possesso di una scelta potenzialmente interessante (che sarebbe diventata la n. 4, con cui selezionarono Tristan Thompson), fu proprio quella ricevuta dai Clippers che permise loro di scegliere il talento Kyrie Irving. Irving si dimostrò un giocatore fantastico fin dalla sua prima partita e già al secondo anno ottenne la chiamata per l'All-Star Game. Dato che, però, il record dei Cavs era ancora tra i peggiori della lega, la franchigia ebbe la possibilità di rifarsi al draft, dove selezionò Anthony Bennett nel 2013 e Andrew Wiggins nel 2014, entrambi chiamati alla prima scelta assoluta.
Dopo la seconda sconfitta in finale in quattro anni, il 12 luglio 2014 LeBron James decise di tornare nella squadra del suo stato d'origine, i Cleveland Cavaliers, con un contratto quadriennale. Più di un mese dopo, il 23 agosto, la stella dei Minnesota Timberwolves Kevin Love fu ceduto ai Cavaliers in un accordo a tre che includeva anche i Philadelphia 76ers: i Timberwolves ricevettero Anthony Bennett e Andrew Wiggins da Cleveland e Thaddeus Young da Philadelphia, i 76ers acquisirono Luc Mbah a Moute e Alexey Shved da Minnesota e la scelta al primo giro del 2016 da Cleveland e questi, appunto, Kevin Love. Durante la loro prima stagione insieme sotto la guida dell'allenatore David Blatt, i Cavaliers fecero registrare un record di 53–29 (il secondo miglior della Eastern Conference dietro al 60-22 degli Atlanta Hawks) e approdarono in finale NBA per la seconda volta nella storia della franchigia (dopo il 2007, sempre con Lebron). Tuttavia, complici gli infortuni di Love e Irving rispettivamente prima e durante le finali NBA, a vincere il campionato furono i Golden State Warriors guidati dall'allenatore Steve Kerr e da un trio di star "fatto in casa", dato che Stephen Curry, Klay Thompson, e Draymond Green erano tutti stati scelti al draft dai Warriors.
L'inizio della stagione successiva non fu dei più tranquilli in casa Cavs. Nonostante un buon record di 30-11, a metà stagione la dirigenza decise di licenziare l’allenatore David Blatt e di sostituirlo con il suo assistente Tyronn Lue, allora inesperto, per traghettare la squadra fino alla fine della stagione. Con Lue il record peggiorò leggermente (27-14), ma i Cavs riuscirono comunque ad aggiudicarsi il primo posto nella Eastern Conference con un record finale di 57 vinte e 25 perse. Ai playoff, dopo aver spazzato via i Detroit Pistons e gli Atlanta Hawks nei primi due round, batterono i Raptors 4-2 in finale di Conference. In finale NBA se la dovettero vedere ancora con i Warriors, reduci dalla miglior stagione regolare di sempre (73 vinte e 9 perse). Anche se sotto 3-1 nella serie, Cleveland conseguì un’isperata rimonta vincendo gara 5, gara 6 e gara 7, quest’ultima ricordata per l’iconica stoppata di Lebron su Andre Iguodala e il leggendario tiro di Kyrie Irving. Nessun’altra squadra nella storia aveva mai vinto una finale NBA dopo essere stata sotto 3-1. L’impresa, che mise fine alla maledizione sportiva che aleggiava sulla città di Cleveland (negli ultimi 50 anni nessuna squadra professionistica aveva vinto trofei), convinse i Cavs a rifirmare Tyronn Lue.
Nella stagione 2016-2017, i Cavs finirono la regular season con il secondo miglior record della Eastern Conference (51-31), dietro ai Boston Celtics. Ai playoff, anche quell’anno dominarono i primi due round – rispettivamente contro Pacers e Raptors – e non ebbero troppe difficoltà contro i Celtics in finale di Conference. Questa volta, però, ad attenderli in finale NBA c’era il nuovo superteam dei Warriors, che in estate avevano aggiunto Kevin Durant. Nella serie non ci fu storia e Golden State si sbarazzò dei Cavaliers in 5 partite.
Mentre si stava cercando di riconfermare gran parte del roster per tentare un’altra cavalcata, il licenziamento di David Griffin dal ruolo di general manager (sostituito da Koby Altman) e l’insoddisfazione di Kyrie Irving portarono a diversi cambiamenti. Il primo a partire fu proprio Irving, che finì ai Celtics in cambio di Isaiah Thomas, Jae Crowder, Ante Žižić, una scelta al primo giro al draft del 2018 e una scelta al secondo a quello del 2020. Ai Cavs approdò anche Dwyane Wade, amico ed ex compagno di Lebron. Nel corso della stagione, però, ci furono altri movimenti: Isaiah Thomas venne spedito ai Lakers, Crowder ai Jazz e Wade agli Heat. Nonostante le turbolenze interne, i Cavs riuscirono comunque a concludere la regular season con un record di 50-32. Dopo aver faticato ai playoff contro Pacers e Celtics (quest’ultimi battuti solo in gara 7 della finale di Conference), si qualificarono per la quarta volta consecutiva alle NBA Finals, dove trovarono ancora i Golden State Warriors. La rivalità tra le due squadre si concluse con quelle finali, vinte da Golden State 4-0. Poco dopo, la firma di Lebron con i Lakers segnò l’epilogo del superteam di Cleveland.

### 2016-2019: Golden State Warriors
Nella offseason del 2016, in seguito alla bruciante sconfitta contro i rimontanti Cavaliers, i Warriors si assicurarono il pezzo più pregiato della free agency (nonché uno dei più forti giocatori di sempre): Kevin Durant. Durant era stato il leader degli Oklahoma City Thunder che, proprio ai playoff del 2016, avevano messo in seria difficoltà Golden State nella finale della Western Conference. Con una superstar come Durant – allora già MVP, 4 volte miglior marcatore della lega, 7 volte All-Star, MVP dell’All-Star Game del 2012 e 6 volte All-NBA – i Warriors entrarono nella stagione 2016-2017 come favoriti indiscussi.
In regular season (conclusa con un record di 67-15) batterono o eguagliarono diversi record: vinsero il maggior numero di partite con uno scarto di almeno 40 punti in una stagione, estesero la striscia di partite senza due sconfitte consecutive a 146 (dal 9 aprile 2015 al 2 marzo 2017) e pareggiarono il numero di giocatori della stessa squadra convocati a un All-Star Game con 4 (Kevin Durant, Stephen Curry, Klay Thompson e Draymond Green).
La marcia trionfante proseguì anche ai playoff: registrarono la miglior partenza di sempre (15-0), la striscia di vittorie più lunga (15) e il miglior record totale di sempre (16-1). L’unica sconfitta pervenne in finale NBA per mano dei Cavaliers, battuti 4-1.
Nella stagione 2017-2018, i Warriors non furono in grado di rivendicare il miglior record della regular season, primato raggiunto nei 3 anni precedenti. Ai playoff sconfissero sia i New Orleans Pelicans sia i San Antonio Spurs in 5 partite, prima di faticare per sopraffare gli Houston Rockets, battuti in gara 7 della finale di Conference. In finale NBA spazzarono via i Cavaliers 4-0 per aggiudicarsi il terzo titolo in 4 anni.
Nella offseason del 2018, i Warriors firmarono il free agent Demarcus Cousins. Anche se alle prese con un infortunio, Cousins era ancora considerato un giocatore dominante e il suo curriculum parlava da sé: 2 quintetti All-NBA e 4 apparizioni all’All-Star Game. Così, Golden State diventò la prima franchigia in 42 anni a schierare un quintetto composto da cinque giocatori convocati all’All-Star Game della stagione precedente.
Dopo una stagione 2018-2019 da 57 vittorie e 25 sconfitte (record che gli assicurò il primato a Ovest), i Warriors conquistarono la quinta finale NBA consecutiva. L’agognato three-peat, però, fu sventato dai Toronto Raptors di uno strepitoso Kawhi Leonard, che vinsero la serie in gara 6. C’è da dire che, dal canto loro, i Warriors erano falcidiati dagli infortuni: Durant (già alle prese con un polpaccio dolorante) si ruppe il tallone d’Achille in gara 5 e Thompson il crociato in gara 6. Nell’estate di quell’anno, la firma di Durant con i Brooklyn Nets rappresentò la fine dell’era del superteam in casa Golden State. Tuttavia, nel 2022, i Warriors si aggiudicarono un altro campionato NBA guidati dal trio originario composto da Curry (premiato come MVP delle finali), Thompson e Green.

## Superteam attuali

### 2023-presente: Phoenix Suns
Al draft del 2015, I Phoeinx Suns selezionarono Devin Booker con la tredicesima scelta. Nei suoi primi anni con la franchigia dell’Arizona, Booker dimostrò subito di avere un talento cristallino, ma il record di squadra delle stagioni dal 2015 al 2019 fu peggiore di quello precedente al suo arrivo. Nel 2018, per la prima volta nella loro storia i Suns avevano i diritti sulla prima scelta assoluta al draft, usata per aggiungere il lungo Deandre Ayton. Dal mercato, invece, arrivarono Mikal Bridges e, nel 2019, Cameron Johnson: due giovani tiratori promettenti. Per la stagione 2019-2020, Phoenix affidò la guida della squadra all’allenatore Monty Williams, grazie a cui si videro i primi successi. Nell’estate del 2020 arrivò la stella affermata di cui tanto si aveva bisogno: l’All-Star Chris Paul, già considerato tra i playmaker più forti di sempre.
Dopo aver mancato l’accesso ai playoff per più di un decennio, nel 2021 i Suns arrivarono addirittura in finale NBA, persa in 6 partite contro i Milwaukee Bucks. La stagione seguente tornarono più motivati che mai, registrando quello che era il miglior record in regular season della loro storia: 64-18. Ai playoff, però, non furono all’altezza delle aspettative e persero al secondo round contro i Dallas Mavericks di Luka Dončić. Nel corso della stagione 2022-2023, dopo che la proprietà della franchigia passò da Robert Sarver a Mat Ishbia e Justin Ishbia, i Suns scambiarono Mikal Bridges e Cameron Johnson (più quattro scelte al primo giro e una pick swap del 2028) con i Brooklyn Nets, che cedettero Kevin Durant. I nuovi Big Three – Booker, Paul e Durant - trascinarono la squadra fino alla semifinale di Conference, poi persa contro i futuri campioni NBA Denver Nuggets. Nell’estate del 2023, Monty Williams fu sostituito da Frank Vogel e a Phoenix arrivò via trade l’All-Star Bradley Beal; il prezzo da pagare per mettere assieme un nuovo trio di star fu la cessione di Chris Paul.

### 2023-presente: Milwaukee Bucks
Al draft del 2013, i Bucks selezionarono il greco Giannis Antetokounmpo con la quindicesima scelta e, poco dopo, acquisirono il giovane Khris Middleton dai Detroit Pistons. Nel 2015 raggiunsero i playoff, ma fu dal 2017 che, soprattutto grazie all’esplosione di Antetokounmpo, si affermarono come una delle potenze della Eastern Conference. Nonostante ottennero il miglior record della lega sia nel 2019 sia nel 2020 (Giannis venne premiato MVP in entrambe le stagioni), i Bucks non riuscirono a qualificarsi per le finali NBA.
L’aggiunta di Jrue Holiday nel 2020, però, segnò una svolta: l’equilibrio e la difesa che la guardia fu in grado di portare alla squadra si rivelarono cruciali per vincere il titolo nel 2021 contro i Phoenix Suns. Nelle due stagioni successive, tuttavia, Milwaukee raccolse due brucianti sconfitte ai playoff: nel 2022 in gara 7 delle semifinali di Conference contro i Celtics e nel 2023 al primo round contro gli sfavoriti Miami Heat. Il necessario cambiamento si concretizzò con la trade che portò in squadra il 7 volte All-Star Damian Lillard, che con Giannis e Middleton andò a formare i Big Three di Milwaukee.

### 2023-presente: Los Angeles Clippers
Dopo aver vinto il titolo con i Raptors nell’unica stagione a Toronto, nell’estate del 2019 Kawhi Leonard firmò per i Los Angeles Clippers, squadra della sua città natale. A quel punto, i Clippers si decisero a costruire attorno alla neo arrivata superstar un roster competitivo e in grado di vincere subito; ecco perché spedirono il giovane talento Shai Gilgeous-Alexander, Danilo Gallinari, ben cinque scelte al primo giro e due pick swap agli Oklahoma City Thunder, che in cambio cedettero l’All-Star Paul George. Nelle prime due stagioni assieme, Leonard e George non riuscirono a trascinare la squadra oltre la finale di Conference: nel 2020 sprecarono un vantaggio di 3-1 contro i Nuggets al secondo round e nel 2021 furono battuti 4-2 dai Phoenix Suns nella finale dell’Ovest.
Nei due anni seguenti, gli infortuni non lasciarono scampo alle due stelle dei Clippers. Nel 2022 la squadra non riuscì a qualificarsi ai playoff (perdendo entrambe le partite dei play-in) e, nel 2023, l’acquisizione dell’ex MVP Russell Westbrook non fu abbastanza per superare i Suns del trio Durant-Booker-Paul al primo round.
Nel novembre del 2023, a stagione iniziata, i Clippers misero le mani su un altro ex MVP: James Harden. Nella trade con i 76ers, i losangelini acquisirono anche P.J. Tucker e Filip Petrušev  (il secondo scambiato subito), in cambio di Nicolas Batum, Robert Covington, Kenyon Martin Jr., Marcus Morris e diverse scelte al draft.

## Tentativi falliti di superteam

### 1996–1999: Houston Rockets
Dopo vari dissapori con i Phoenix Suns, nell’agosto del 1996 la superstar Charles Barkley arrivò agli Houston Rockets, andando a formare, con Hakeem Olajuwon e Clyde Drexler, un nuovo superteam. La squadra partì subito bene, finì la regular season con un record di 57-25, ma, una volta ai playoff, perse la finale di Conference contro gli Utah Jazz di Stockton e Malone. L’anno seguente, i non più giovanissimi Olajuwon e Barkley furono spesso infortunati e i Rockets non riuscirono ad andare oltre il primo round, dove persero ancora contro i Jazz. Durante la stagione 1998-1999, accorciata a causa di un lockout, la franchigia aggiunse la leggenda dei Bulls Scottie Pippen, anche lui ormai a fine carriera. Il nuovo trio composto da Olajuwon, Barkley e Pippen (Drexler si era ritirato nel ’98) riuscì a conquistare il quinto posto a Ovest, ma, al primo round dei playoff, fu sconfitto dai rampanti Lakers di Shaquille O’Neal e Kobe Bryant. Con la fine del millennio, terminò anche la breve (e fallimentare) parentesi del superteam dei Rockets. Pippen, infatti, fu scambiato ai Blazers, Barkley si ritirò e Olajuwon fu martoriato dagli infortuni.

### 2003-2004: Los Angeles Lakers
I Lakers del duo Kobe Bryant-Shaquille O’Neal vinsero tre titoli consecutivi, dal 2000 al 2002, affermandosi come una vera e propria dinastia. Nel 2003, però, persero in semifinale di Conference contro i San Antonio Spurs e fallirono, così, nell’impresa di vincerne 4 di fila. Per la stagione 2003-2004, la dirigenza decise di puntare il tutto e per tutto e firmare Gary Payton e Karl Malone, due leggende ormai sul finire della carriera e in cerca del primo anello. Tuttavia, questa mossa non ottenne i risultati sperati: i numerosi problemi interni allo spogliatoio impedirono la creazione di una vera chimica di squadra. O’Neal chiedeva insistentemente un aumento dello stipendio, Malone finì sui giornali per aver insidiato la moglie di Kobe Bryant e lo stesso Bryant fu indagato (e poi scagionato) per presunta aggressione sessuale. Oltretutto, tutti e tre furono alle prese con infortuni durante tutta la stagione. Nonostante le turbolenze, i Lakers riuscirono comunque a qualificarsi per la finale NBA, poi persa in cinque partite contro i rocciosi Detroit Pistons, una delle migliori squadre difensive di sempre. Dopo quella sconfitta, la squadra fu smantellata: Phil Jackson si dimise (ma poco dopo rifirmò), Malone si ritirò e O’Neal e Payton vennero scambiati ai Miami Heat, con cui nel 2006 vinsero il campionato. Nel 2005, i Lakers non si qualificarono ai playoff e dovettero aspettare qualche anno per tornare competitivi.

### 2012-2013: Los Angeles Lakers
Nell’estate del 2012, i Lakers firmarono Steve Nash e Dwight Howard. Il primo, due volte MVP della lega nel 2005 e nel 2006, desiderava chiudere la carriera con un anello e il secondo, tre volte miglior difensore dell’anno, era considerato il lungo più forte di tutta l’NBA. Dopo quello della stagione 2003-2004, ecco che i Lakers assemblarono un nuovo superteam, questa volta formato da Kobe Bryant, Dwight Howard, Steve Nash e Pau Gasol. Durante la regular season, Nash e Gasol dovettero saltare molte partite a causa di infortuni e la franchigia fu scossa dalla morte dello storico proprietario Jerry Buss, a cui succedette suo figlio Jim. Come se ciò non bastasse, nell’aprile del 2013 Kobe Bryant si ruppe il tendine d’Achille. I Lakers si qualificarono ai playoff come settimi a Ovest, ma furono spazzati via dai San Antonio Spurs al primo round. Dopo solo una stagione, Howard lasciò Los Angeles per firmare con gli Houston Rockets. Steve Nash, costantemente alle prese con infortuni, si ritirò due anni più tardi. Il fallimento di questo superteam inaugurò il periodo più difficile della storia dei Lakers, che ritornarono ai playoff solo nel 2020.

### 2013-2015: Brooklyn Nets
I New Jersey Nets del proprietario Mikhail Prokhorov e del GM Billy King, che dal 2012 si erano trasferiti a Brooklyn, che già potevano contare sul playmaker Deron Williams, sul centro Brook Lopez e su Joe Johnson,  assieme al nuovo allenatore l'esordiente Jason Kidd da poco ritiratosi, nel 2013 scambiarono durante la notte del draft con i Boston Celtics per Kevin Garnett, Paul Pierce e Jason Terry in cambio di Gerald Wallace, Kris Humphries, MarShon Brooks e le prime scelte dei Nets ai draft 2014, 2016 e 2018 oltre che al diritto di scambiare la scelta del 2017.
A loro si uniranno altri giocatori tra cui da ricordare Andrei Kirilenko, e Shaun Livingston per un monte ingaggi che salì a quota 101 milioni di dollari, il più alto in NBA.
I problemi fisici di Deron Williams che salto' tutta la preparazione, l'infortunio al piede di Brook Lopez che gli farà terminare la stagione dopo solo due mesi, i continui problemi fisici ed il declino di Kirilenko, Garnett e Terry, oltre allo scontro tra Kidd e la dirigenza, con il licenziamento del primo assistente Lawrence Frank, sono solo alcune delle possibili cause del mancato successo della squadra che dopo un modesto record di 44-38, ed avere sconfitto al primo turno i Toronto Raptors in gara 7, verranno sconfitti per 4 gare a 1 dai Miami Heat campioni in carica di LeBron James, Dwyane Wade, Chris Bosh e Ray Allen.
Al termine della stagione Kidd se ne andò a Milwaukee per allenare i Bucks mentre venne assunto come allenatore Lionel Hollins, Pierce passò ai Washington Wizards, Kirilenko tornò al CSKA Mosca, e se ne andarono anche Livingstone, Terry e Blatche, e a Febbraio 2015 anche Garnett venne scambiato a Minnesota in cambio di Thaddeus Young.
La squadra dopo essersi qualificata come ottava ad est verrà eliminata al primo turno in 6 gare dagli Atlanta Hawks, e al termine della stagione anche Deron Williams rescinderà il contratto dopo aver negoziato con la società una buonuscita, ed infine ad inizio 2016 se ne andrà anche Joe Johnson (assieme al GM Billy King e a Lionel Hollins) lasciando il solo Brook Lopez come unico giocatore rimasto della squadra del 2013-2014, solo due anni e mezzo dopo.

### 2021-2023: Brooklyn Nets
Nel gennaio del 2021, i Nets firmarono James Harden, che a Brooklyn ritrovò l’ex compagno Kevin Durant, con cui aveva giocato a Oklahoma City. Harden, Durant e Kyrie Irving (arrivato nel 2019 dai Celtics) componevano il superteam dei Nets, che poteva contare anche altri ex All-Star come Blake Griffin, Deandre Jordan e Lamarcus Aldridge (che annuncerà il ritiro dopo poche partite avendo riscontrato irregolarità nel battito cardiaco). La squadra, tuttavia, non fu mai in grado di arrivare in finale NBA, nei playoff 2021 dopo aver vinto al primo turno contro i Boston Celtics per 4 gare a 1, soprattutto a causa degli infortuni a James Harden dopo pochi secondi in gara 1 e di Kyrie Irving in gara 4 furono eliminati dai Milwaukee Bucks (poi campioni) in gara 7, finita all’overtime dopo che Durant, autore di una grande prestazione, aveva segnato il tiro del pareggio allo scadere dei tempi regolamentari. Per pochissimi centimetri quel tiro non valse i tre punti che avrebbe fatto trionfare i Nets, che invece perderanno nel tempo supplementare. La stagione seguente, Harden, frustrato da Irving che non volendosi vaccinare non poteva disputare le partite nello stato di New York dove vigeva l'obbligo, chiese e ottenne di essere scambiato a Philadelphia in cambio di un pacchetto di giocatori, tra cui l’All-Star Ben Simmons, che però non mise piede in campo praticamente mai a causa di problemi di salute fisica e mentale. Brooklyn firmò anche Paul Millsap, Goran Dragić e Andre Drummond, tre veterani con almeno una partecipazione all’All-Star Game a testa. Nonostante le aspettative, la squadra si qualificò alla postseason solo tramite i play-in sconfiggendo i Cleveland Cavaliers, salvo poi perdere malamente in quattro partite contro i Boston Celtics al primo turno. Nel febbraio del 2023, Irving richiese una trade e finì ai Dallas Mavericks; poco dopo, Durant fu mandato ai Phoenix Suns.

### 2021-2023: Los Angeles Lakers
La striscia di mancate qualificazioni ai playoff più lunga della storia dei Lakers finì nella stagione 2019-2020, la prima di Anthony Davis in gialloviola. Nell’estate del 2019, infatti, la squadra venne rivoluzionata e, oltre alla firma di Davis, ci furono anche quelle di diversi veterani come Jared Dudley, Kentavious Caldwell-Pope, Dwight Howard e Markieff Morris. Nonostante tutte le peripezie di quella stagione, interrotta a causa della pandemia di COVID-19 e fatta continuare all’interno della “bolla di Orlando”, i Lakers non solo riuscirono finalmente a tornare ai playoff, ma vinsero anche il primo campionato dopo dieci anni. Tuttavia, l’anno successivo ottennero solamente il settimo piazzamento a Ovest e, dopo la vittoria al play-in (inaugurato proprio nel 2021), furono eliminati al primo round dai Phoenix Suns 4-2.
Nell’estate del 2021, i Lakers aggiunsero al proprio roster l’ex MVP Russel Westbrook, Dwight Howard (per la terza volta), Rajon Rondo (per la seconda volta), Carmelo Anthony e Deandre Jordan. Come per i Brooklyn Nets nello stesso periodo, anche attorno ai Lakers le aspettative erano piuttosto alte, tanto che diversi opinionisti non vedevano possibile una finale NBA diversa da Lakers contro Nets. Come per i Nets, però, i losangelini fecero molta fatica sul campo durante tutta la stagione, con Westrbrook in palese difficoltà a trovare un ruolo funzionale all’interno della squadra. La crisi raggiunse il suo culmine a fine gennaio 2022 e i gialloviola non furono più in grado di cambiare la rotta. L’incostanza del roster fu di gran lunga il problema principale, con ben 25 giocatori diversi ad aver disputato almeno una partita di regular season. Dopo la mancata qualificazione ai playoff, Anthony annunciò il ritiro, Dwight Howard andò a giocare a Taiwan e l’allenatore Frank Vogel venne esonerato. L’anno seguente, il neo head coah Darvin Ham cercò di dare fiducia a Russel Westbrook, ma i risultati furono deludenti e la stella venne scambiata nella finestra di mercato di febbraio 2023.

## Controversie
Negli anni, attorno ai superteam sono sorte diverse controversie. Alcuni sostengono che sono nocivi alla competitività della lega, che rischia di diventare squilibrata e spesso noiosa. Altri criticano direttamente le superstar, tacciate di voler vincere facile e di non essere più disposte a sacrificarsi a lungo per una squadra. Al contrario, c’è anche chi esalta questo fenomeno, sottolineando soprattutto l’impatto positivo sulle entrate televisive e l’alto grado di intrattenimento. Per la stagione 2023-2024, l’NBA ha promulgato delle regole che disincentivano (e, in alcuni casi, puniscono) le squadre che investono in un superteam, con l’obiettivo di garantire il più possibile un equilibrio diffuso all’interno della lega.